# 11757 Salpeter
11757 Salpeter este un asteroid din centura principală de asteroizi.

## Descriere
11757 Salpeter este un asteroid din centura principală de asteroizi. A fost descoperit pe 24 septembrie 1960 la Observatorul Palomar de Cornelis Johannes van Houten, Ingrid van Houten-Groeneveld și Tom Gehrels. Asteroidul prezintă o orbită caracterizată de o semiaxă mare de 3,14 ua, o excentricitate de 0,24 și o înclinație de 29,6° în raport cu ecliptica.